# Électron solvaté

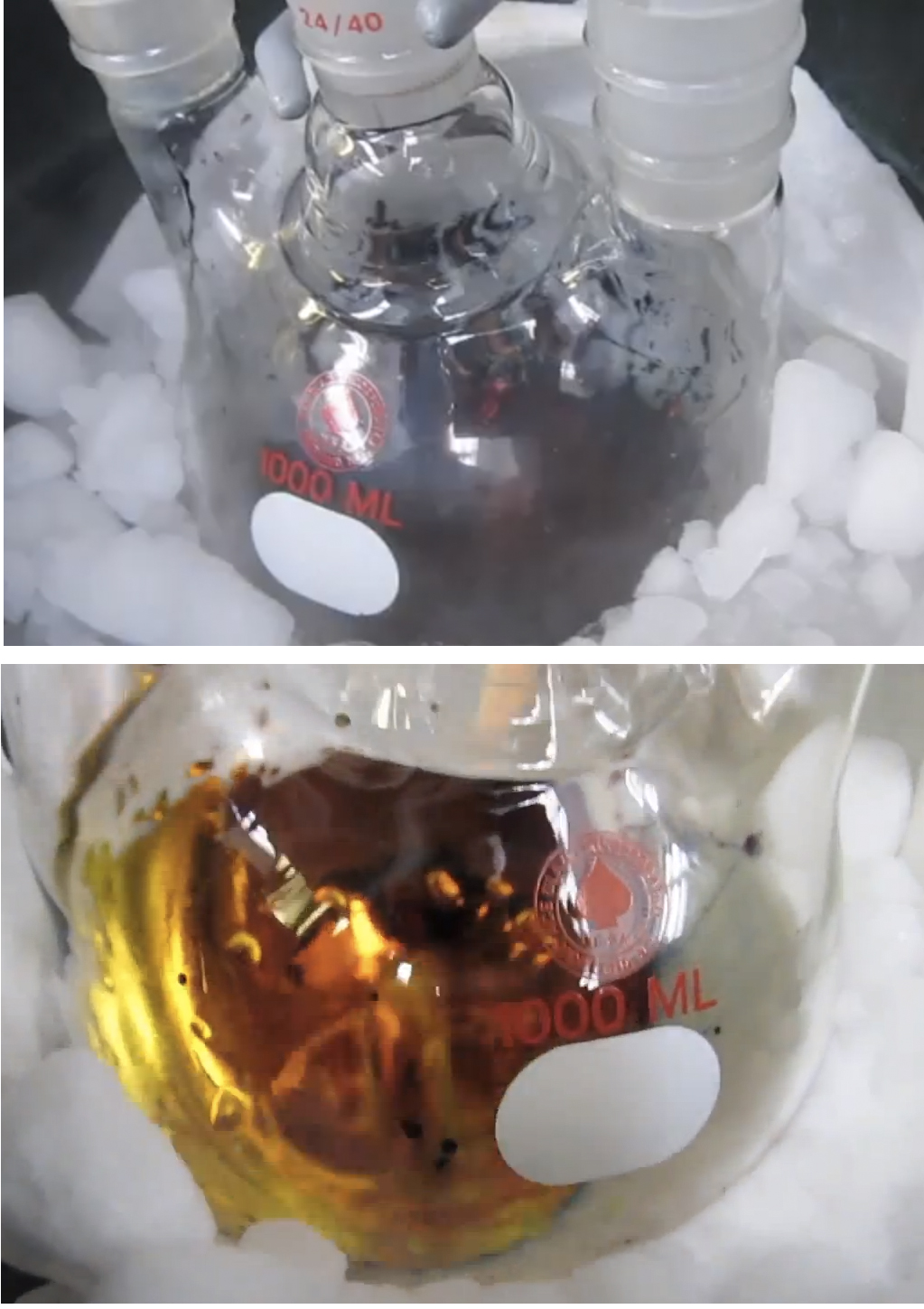
Solutions obtenues par dissolution de lithium dans de l'ammoniac liquide. En haut, la solution exhibe une couleur bleu sombre et en bas une couleur cuivre, caractéristiques des électrons solvatés.

Un électron solvaté est un électron libre en solution (solvaté). Les électrons solvatés sont courants, mais généralement difficiles à observer de par leur courte durée de vie. La couleur intense des solutions de métaux alcalins dans l'ammoniac (liquéfié) est due à la présence d'électrons solvatés : bleue lorsqu'elles sont diluées, et cuivre à des concentrations plus importantes (> 3 mol/L). Les électrons solvatés dans l'ammoniac sont stables pendant des jours, mais des électrons solvatés peuvent également exister dans l'eau et d'autres solvants ; en réalité, dans tout solvant média d'un transfert par sphère externe (en).

## Histoire
Le premier signalement de la coloration de métaux au contact d'ammoniac est attribué à Humphry Davy. De 1807 à 1809, il étudia l'addition de grains de potassium à de l'ammoniac gazeux (la liquéfaction de l'ammoniac n'étant développée qu'à partir de 1823). James Ballantyne Hannay et J. Hogarth répètent les expériences avec le sodium en place du potassium de 1879 à 1880. W. Weyl en 1844 et C.A. Seely en 1871 ont été les premiers à utiliser l'ammoniac liquide. 
Hamilton Cady, en 1897, a été le premier à mettre en relation les propriétés ionisantes de l'ammoniac avec celles de l'eau.  Charles A. Kraus a mesuré la conductance électrique de solutions de métaux dans l'ammoniac et, en 1907, l'a reliée à la libération d'électrons,. 
En 1918, G. E. Gibson et W. L. Argo introduisent le concept d'électron solvaté. Ils remarquent, à partir de spectres d'absorption, que différents métaux et différents solvants (méthylamine, éthylamine) produisent la même couleur bleue, attribuée à l'électron solvaté.  Dans les années 1970, des sels solides contenant des électrons comme anions  (électrures) sont caractérisés.

## Production
Des électrons solvatés métastables sont produits par dissolution dans l'ammoniac liquéfié d'un métal alcalin, d'un métal alcalino-terreux lourd (calcium, strontium ou baryum) ou d'un lanthanide divalent (europium ou ytterbium).

## Réactions
Les condensations de solutions de métaux alcalins dans de l'ammoniac contenant des électrons solvatés donnent des électrures. Ces mêmes solutions sont instables et se décomposent avec le temps en donnant l'amidure correspondant suivant (avec « M » un métal alcalin) :
{\displaystyle {\ce {M + NH3 -> MNH2 + {1/2}H2}}}.
La décomposition est cependant relativement lente (de l'ordre de quelques pour cent sur plusieurs jours) dans un environnement anhydre et en l'absence de traces d'ions de métaux de transition en solution.